# Sint-Annaland
Sint-Annaland (Zeeuws: Stalland of buiten Sint-Annaland Setalland) is een dorp in de gemeente Tholen in de Nederlandse provincie Zeeland. Op 1 januari 2023 telde de plaats 4.035 inwoners. Sint-Annaland heeft een jachthaven aan de Krabbenkreek. De plaats was tot 1971 een zelfstandige gemeente met een oppervlakte van 16 km².

## Geschiedenis
In 1475 gaf Karel de Stoute zijn halfzus Anna van Bourgondië toestemming om een schorrengebied bij het eiland Tholen te bedijken. Zij stichtte er een kerk die ze opdroeg, en daarmee het gehele dorp, aan haar schutspatrones, de heilige Anna.
Op 23 mei 1692 werd het dorp getroffen door brand. In korte tijd gingen 56 huizen, een meestoof, een brouwerij en 34 schuren verloren. De brand is waarschijnlijk begonnen in een mestvaalt achter een huis aan de Voorstraat. Dit huis is toen door de bewoners van het dorp geplunderd.
Sint-Annaland is een ringvoorstraatdorp, met een voorstraat van de haven naar de kerk, die is omgeven door een ring. De kerk is gebouwd in 1899 als vervanging van de oude kruiskerk uit 1492. In het dorp staan twee molens, een houten standerdmolen uit 1684-85 en de ronde stenen korenmolen De Vier Winden uit 1847. In het gemeentehuis is na de gemeentelijke herindeling sinds 1973 het streekmuseum "De Meestoof" gevestigd.

## Bezienswaardigheden
- Hervormde kerk [3] (Ring 1) is een recht gesloten kruiskerk voorzien van een ingangsportaal en een toren met houten lantaarn en tentdak. De kerk kwam in 1899 tot stand in neoromaanse stijl ter vervanging van de oude St.-Annakerk uit 1494. Rond 1910 kreeg de toren lagere aanbouwen met zijingangen. De kerk is in 1930 gerestaureerd en in 1957 uitgebreid met een transept voorzien van kleine portalen.
- Weeshuis (Bierensstraat 22), een groot tweelaags pand in neoclassicistische stijl uit 1897.
- Voormalig postkantoor (Bierensstraat 2) is rond 1935 in traditionalistische vormen gebouwd.
- Voormalig raadhuis (Bierensstraat 6), thans Streekmuseum de Meestoof, werd in 1940 in traditionalistische vormen gebouwd naar ontwerp van A. Rothuizen. Het heeft twee lagere achtervleugels, een lager dwars bouwdeel (rechts) en een sobere toren met een kleine lantaarn. In terracottategels is het wapen van Sint Annaland aangebracht. Het raadhuis herbergde tevens een veldwachterwoning, een cachot en een brandspuitenhuis[4]
- Standerdmolen Sint Annaland
- Windmolen De Vier Winden (Sint Annaland)

## Kerken en verenigingen
Sint-Annaland ligt in de Bijbelgordel, en heeft over het algemeen een behoudende protestants-christelijke signatuur. In Sint-Annaland zijn vier kerkelijke gemeenten:
- De Hervormde gemeente binnen de PKN. Deze gemeente van Gereformeerde Bondssignatuur komt samen in de grote Dorpskerk aan de Ring 1
- De Hersteld Hervormde Gemeente komt samen in de Bethelkerk aan F.M. Boogaardweg 17
- De Gereformeerde Gemeente komt samen aan de Weststraat 25. In deze gemeente wordt gezongen uit de berijming van Datheen. Dit in tegenstelling tot veruit de meeste Gereformeerde Gemeenten, waar gezongen wordt uit de psalmberijming van 1773
- De Gereformeerde Gemeente in Nederland, komt samen aan de Tuinstraat 39a. Hier zingt men eveneens uit de berijming van Datheen.

Sint-Annaland kent een rijk verenigingsleven. Verenigingen in Sint-Annaland zijn onder meer:
- Watersportvereniging Sint-Annaland
- Speeltuinvereniging Vrij en Blij
- Voetbalvereniging WHS
- Tennisvereniging TC Sint-Annaland
- Koninklijke Fanfare Accelerando
- Gymnastiekvereniging WIK (Willen Is Kunnen)
- Tafeltennis vereniging Smash 76
- LOTUS®kring Lotus Zeeland
- Schietvereniging SSV Prinses Juliana

## Geboren in Sint-Annaland
- Chris Lanooy (16 maart 1881 - 24 januari 1948), pottenbakker en ontwerper
- Harry Paape (1925-2001), historicus en bestuurder, directeur Rijksinstituut voor Oorlogsdocumentatie
- Jaap Goedegebuure (24 september 1947), neerlandicus, literatuurcriticus en hoogleraar
- Bram Moerland (1939), filosoof en vertaler
- Piet Moerland (21 april 1949), bedrijfseconoom, oud-bestuursvoorzitter Rabobank

## Foto's

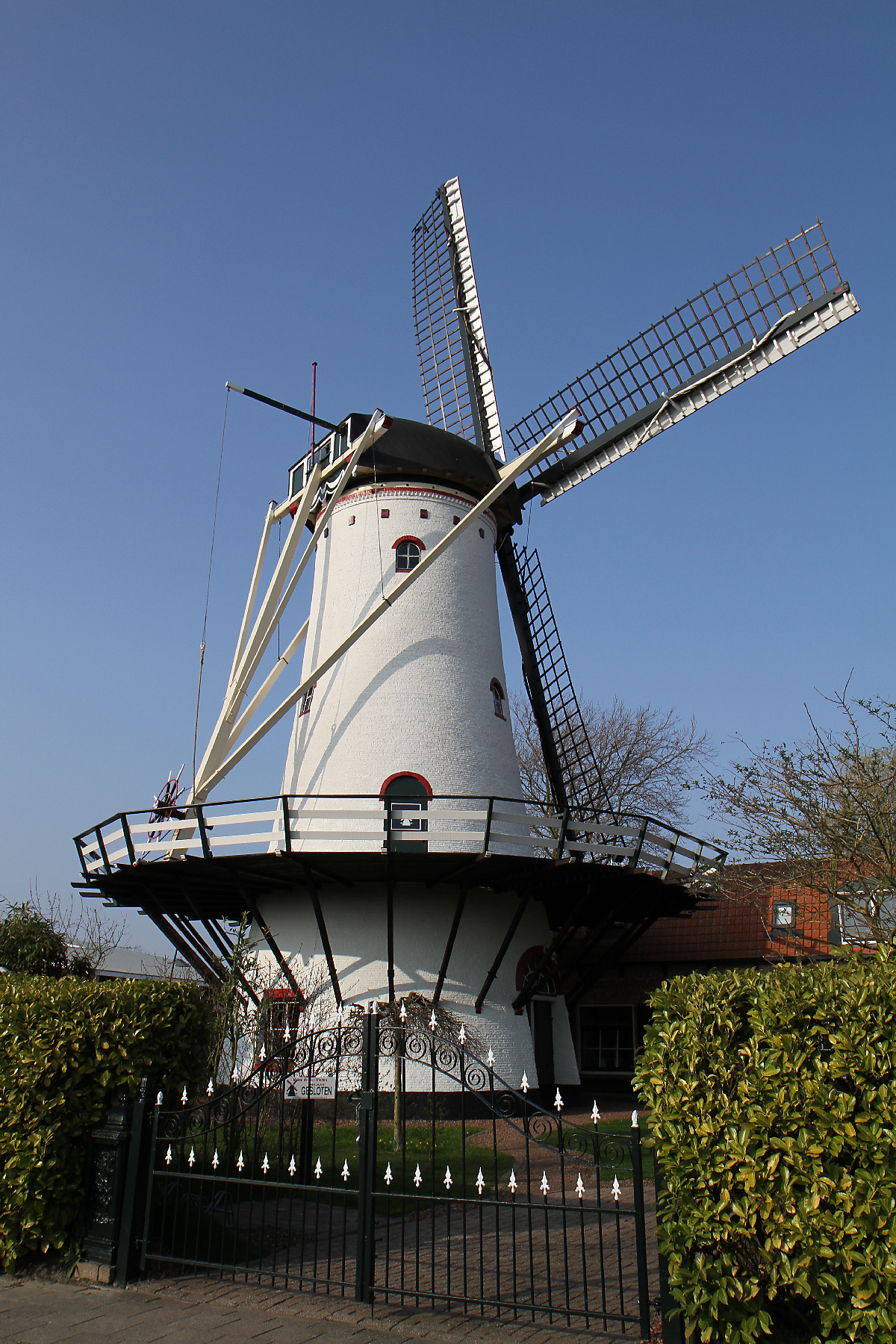
Korenmolen De Vier Winden
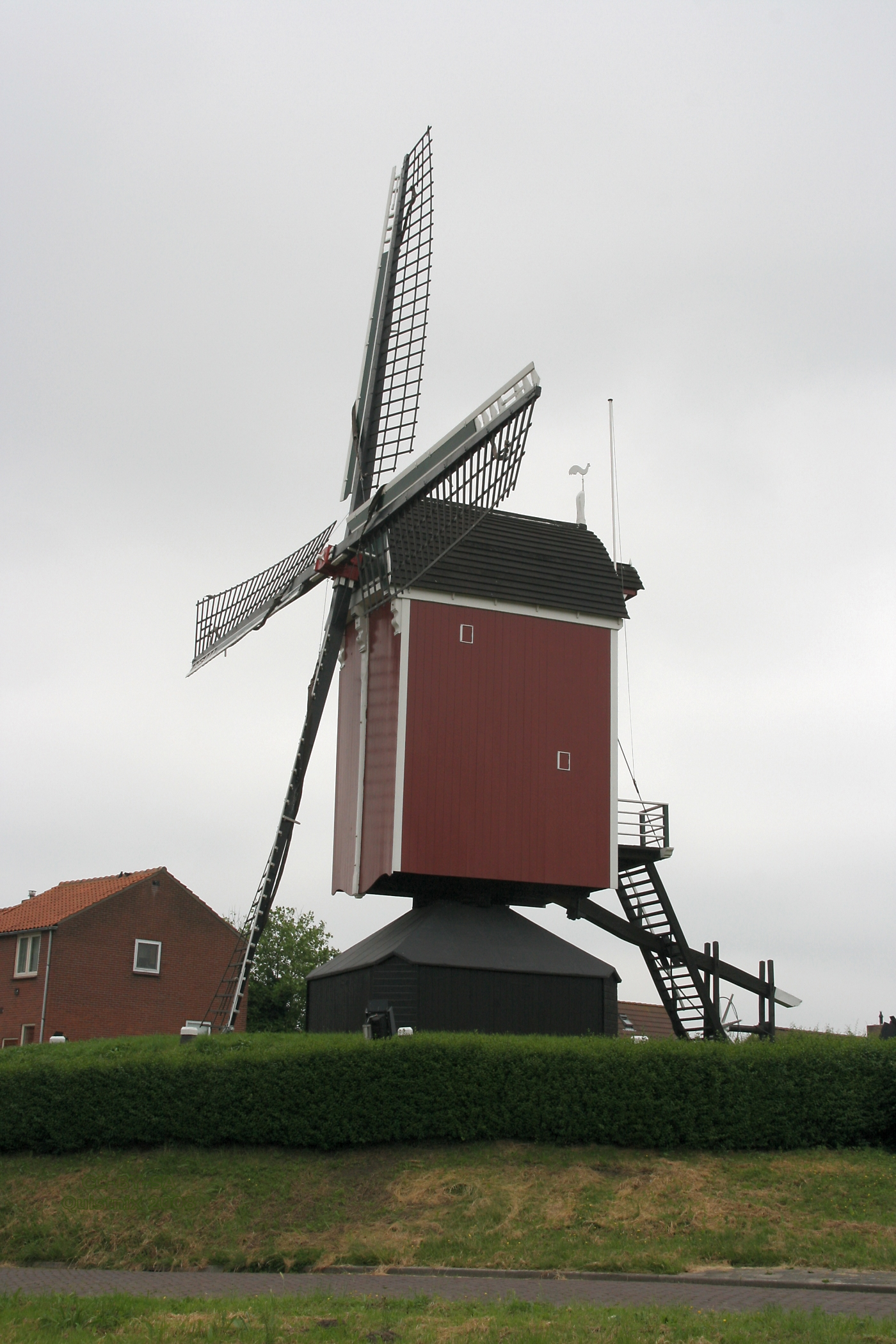
Standerdmolen Sint Annaland
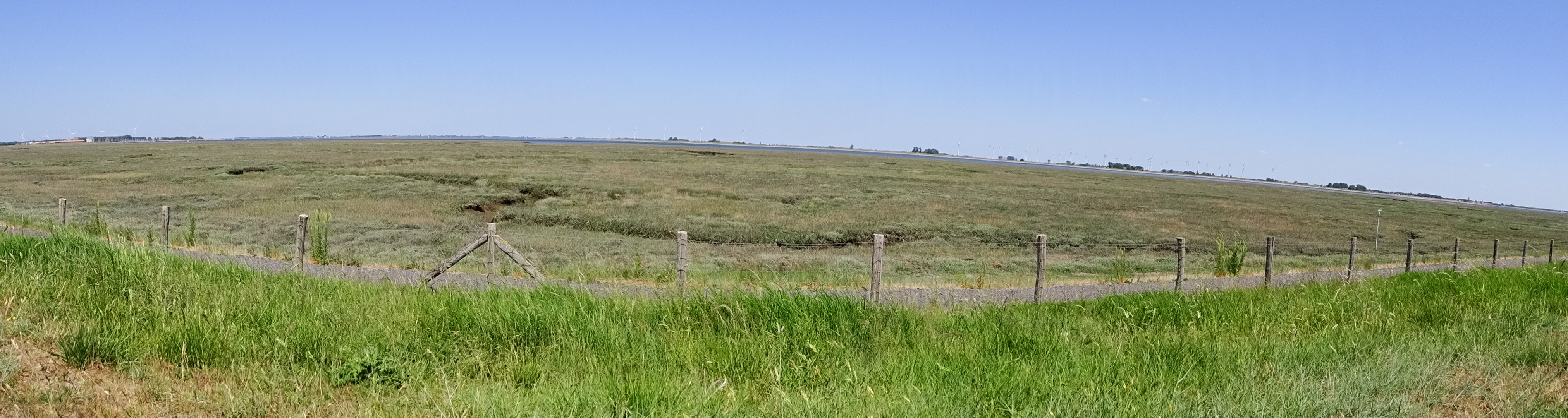
Schorren van Sint-Annaland
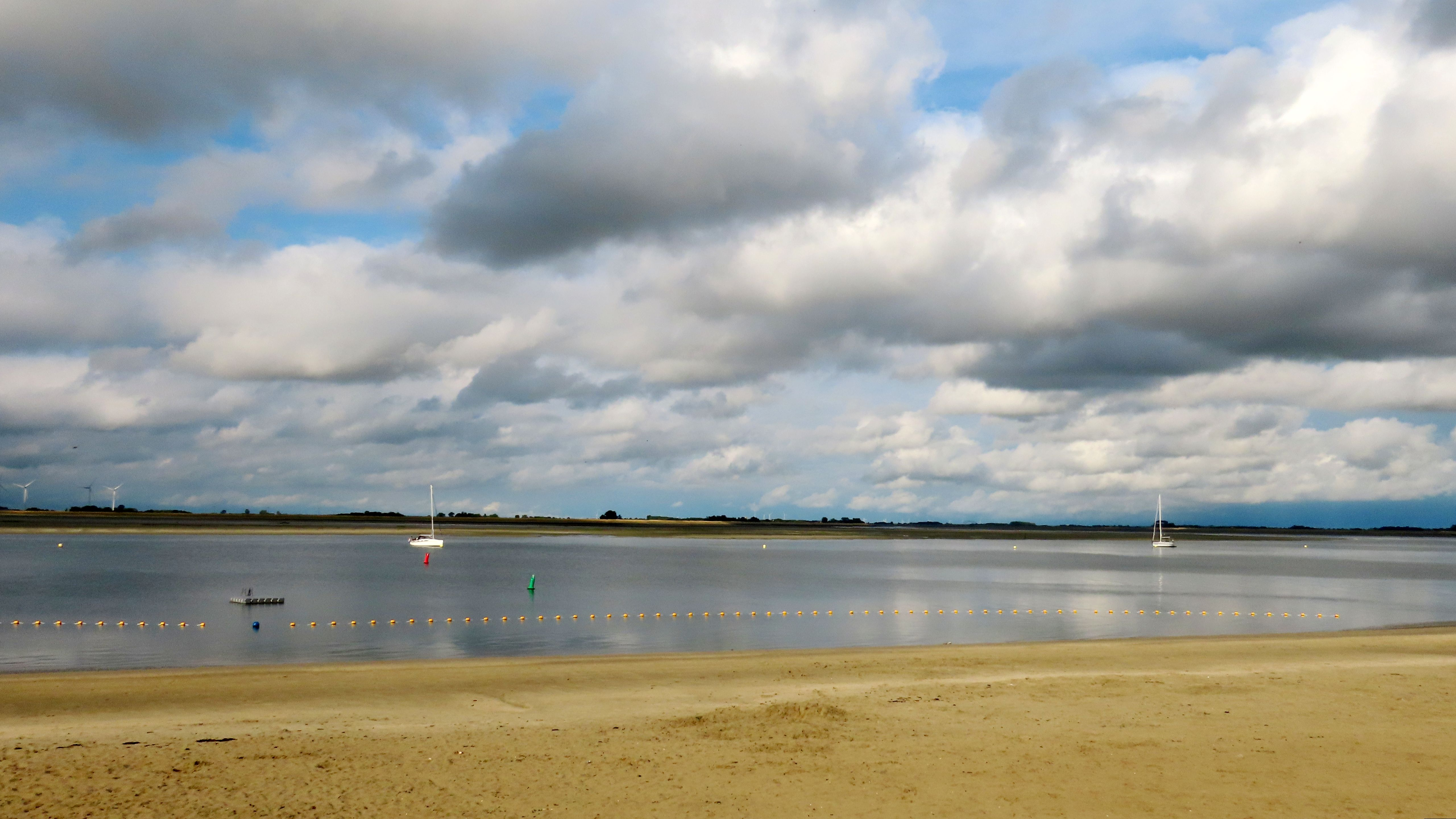
Het strandje van Sint-Annaland
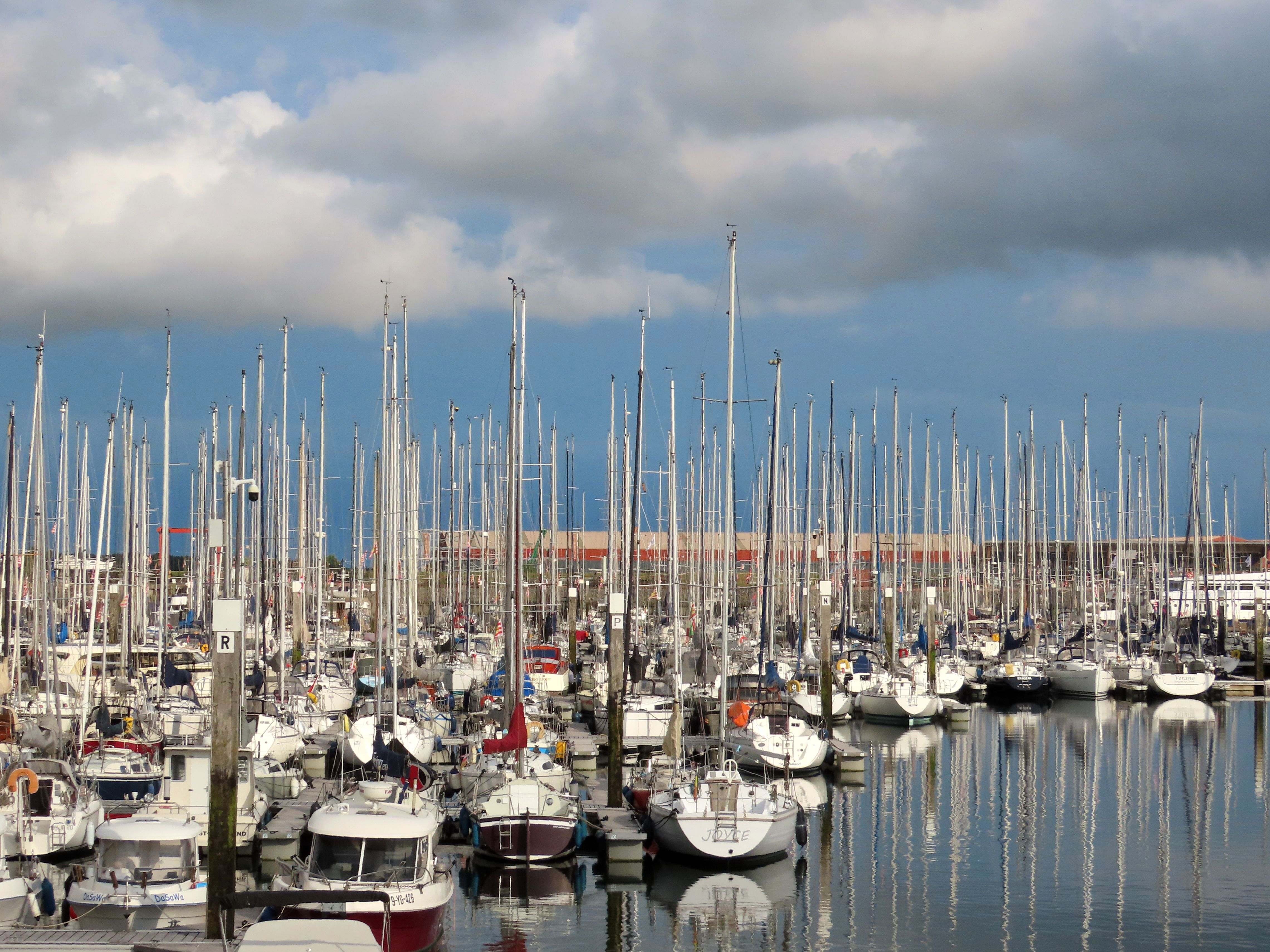
Jachthaven Sint-Annaland
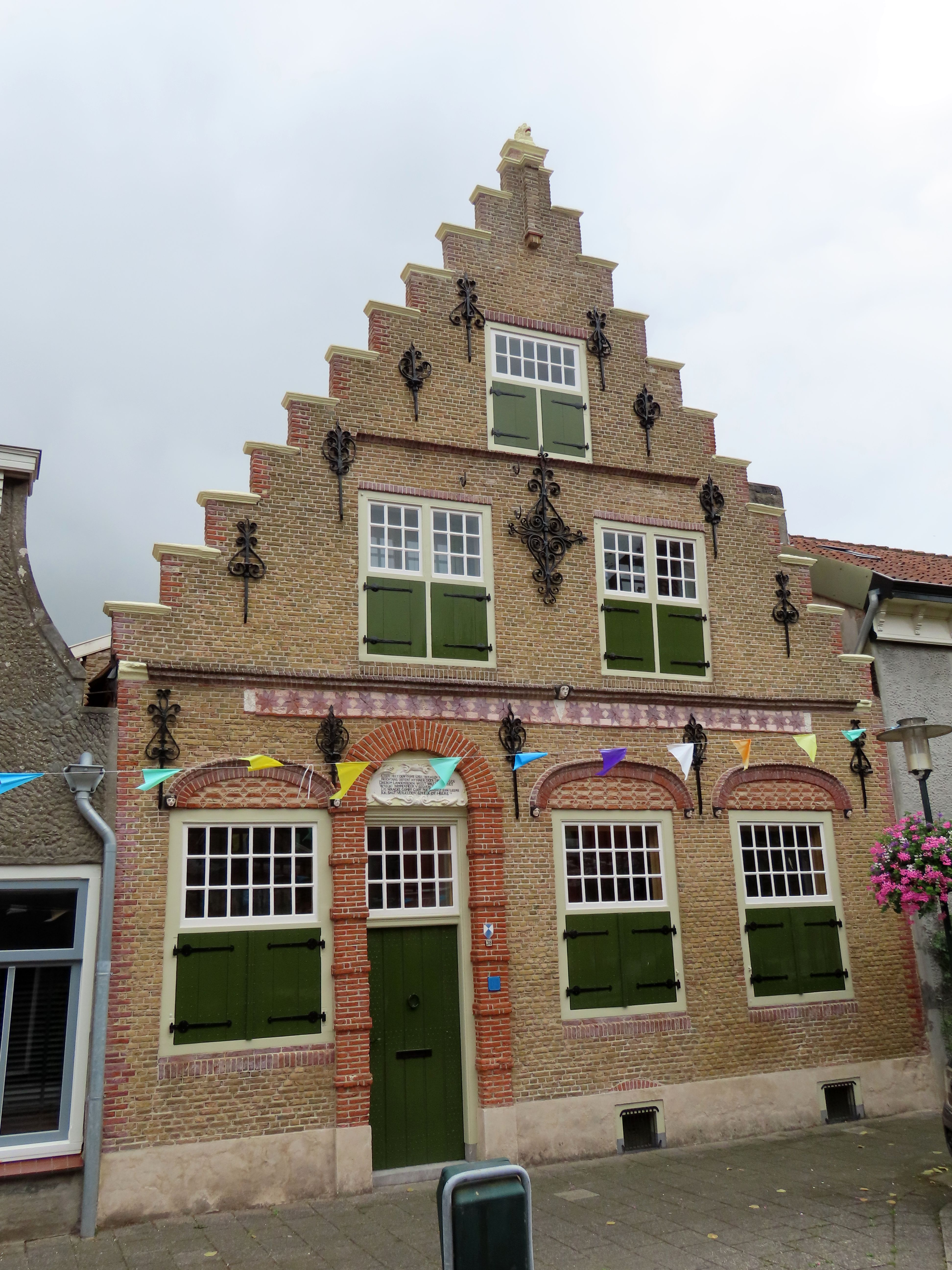
17e Eeuwse Nonnetjeshuis Sint-Annaland
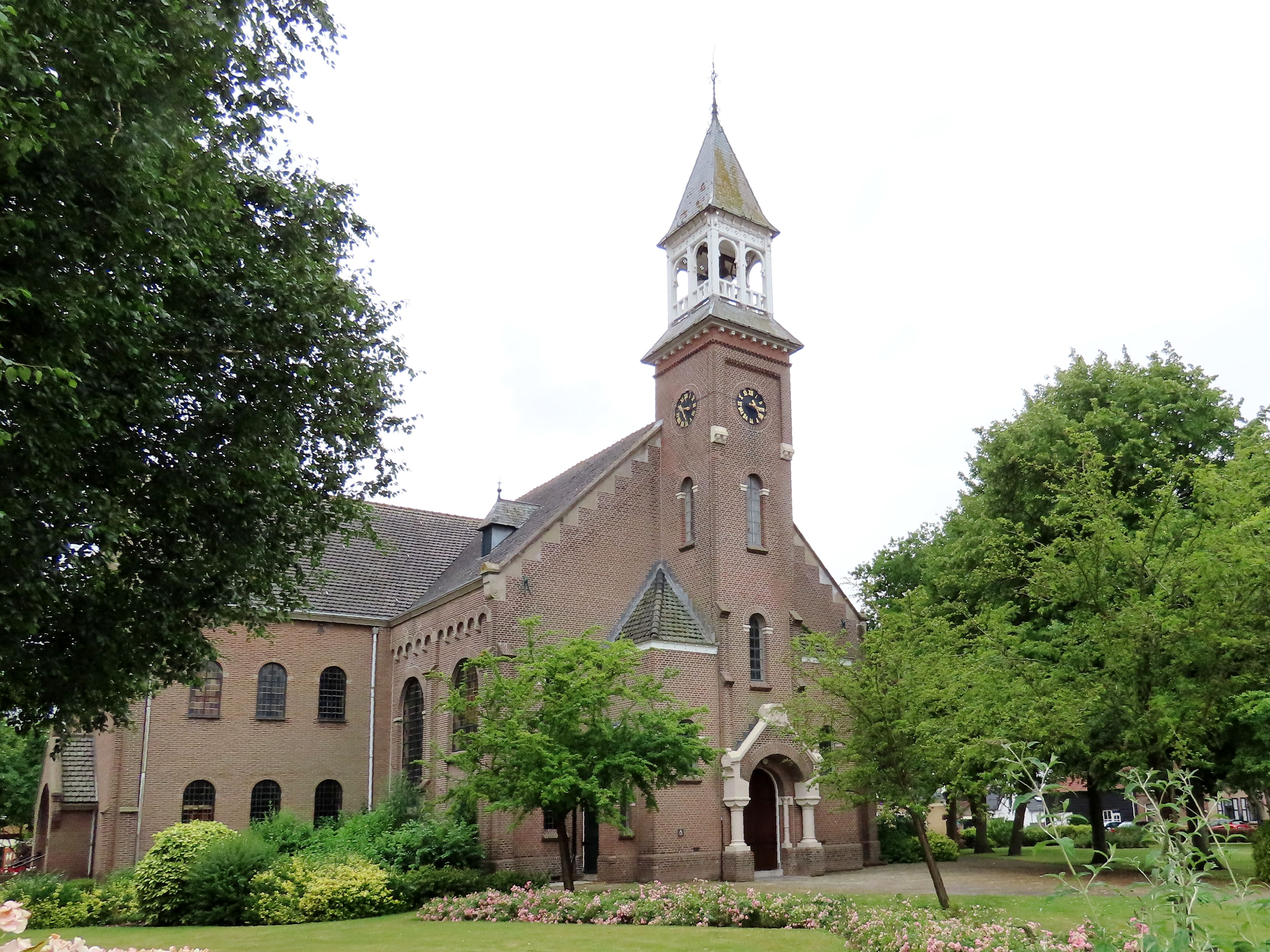
Hervormde Kerk (bj 1900) Sint Annaland

Steden: Sint-Maartensdijk · Tholen

Dorpen: Anna Jacobapolder · Oud-Vossemeer · Poortvliet · Scherpenisse · Sint-Annaland · Sint Philipsland · Stavenisse

Buurtschappen: Botshoofd · De Sluis · Gorishoek · Malland · Molenvliet · Molenwerf · Mosselhoek · Onder de Molen · Oud Kerkhof · Oudeland · De Rand · Rijkebuurt · Schoondorp · Steenenkruis · Strijenham · Westkerke

Zeeland: Steden en dorpen in Zeeland      Nederland: Provincies · Gemeenten